# Mishiha
Mishiha è un comune del Burundi situato nella provincia di Cankuzo con 50.348 abitanti (censimento 2008).

## Geografia antropica

### Suddivisioni amministrative
Il comune è suddiviso in 11 colline.